# Corredor Antônio Bezerra - Centro
O Corredor Antônio Bezerra - Centro é um corredor expresso de ônibus, pertencente ao Expresso Fortaleza, operado pela ETUFOR (Empresa de Transporte Urbano de Fortaleza) localizado em Fortaleza, Ceará.
O corredor tem como objetivo melhorar a fluidez no trânsito da cidade, possibilitando mais velocidade aos ônibus da região do Terminal Antônio Bezerra ao Terminal Papicu, por meio de faixas e corredores exclusivos de ônibus instalados em importantes avenidas das cidade como: Antônio Sales, Engenheiro Santana Junior é Domingos Olímpio. Além disso o corredor contou também com a construção dos viadutos Celina Queiroz e Reitor Antônio Martins Filho conhecidos popularmente como viadutos do Cocó, o túnel deputado Welington Landim no cruzamento da avenida Engenheiro Santana Junior com a rua Padre Antônio Tomas, e de 11 estações de embarque e desembarque localizada no canteiro central da avenida Bezerra de Meneses e rua Meton Alencar.
A primeira etapa do corredor Antônio Bezerra-Papicu foi inaugurada no dia 18 de Abril de 2015 com 8,2 Km de extensão e um movimento de 131 mil passageiros por dia, é ficou conhecida como corredor Antônio Bezerra-Centro. Para realização desta primeira etapa da operação no corredor da Bezerra de Menezes, o antigo sistema de BRS I, II e III que funcionava na avenida foi extinto dando lugar ao novo corredor expresso de BRT.

## Histórico
O primeiro passo para a implantação do primeiro corredor expresso da cidade foi a reforma e ampliação do Terminal Antônio Bezerra, entregue no dia 19 de outubro de 2014 pelo prefeito Roberto Claudio. Já no dia 29 de novembro de 2014 foi inaugurado os viadutos Celina Queiroz e Reitor Antônio Martins Filho no cruzamento das avenidas Antônio Sales e Engenheiro Santana Junior, com o objetivo de dar prioridade ao transporte coletivo na capital. No dia 18 de Abril, a primeira etapa para implantação dos corredores expressos Antônio Bezerra-Papicu e Antônio Bezerra-Centro se deu início, com os ônibus que trafegam pela avenida começam a fazer embarque e desembarque em abrigos instalados no canteiro central, além da absorção, criação é modificação de Linhas que passam pelo local.
Durante todo o dia 18, agentes da AMC e da ETUFOR permaneceram no local para dar apoio e informações ao usuários e aos motoristas que trafegavam pela via. No dia 30 de Abril de 2015 se deu início as obras do túnel da Avenida Engenheiro Santana Júnior sob a Avenida Padre Antônio Tomás, no Bairro Cocó. De acordo com a prefeitura a intervenção faz parte da etapa final de implantação do corredor exclusivo de ônibus Antônio Bezerra/Papicu, que tornará o fluxo do transporte público e coletivo mais ágil em seu deslocamento diário.
No dia 29 de Abril de 2015, um ônibus pertencente a linha 088- Antônio Bezerra/ Albert Sabin, caiu em um buraco, formado após o solo ceder, interditando o corredor exclusivo da Bezerra de Menezes, depois que a pista cedeu, por volta das 21 horas, o acidente aconteceu na altura da estação Instituto dos Cegos, que foi interditada durante 15 dias para manutenção.
A partir do dia 18 de Julho se deu início ao funcionamento das estações de embarque/desembarque elevadas para os ônibus Os equipamentos deveriam estar funcionando desde o dia 30 de junho, mas, conforme a Secretaria Municipal da Infraestrutura (Seinf), testes de balizamento dos ônibus e de automação das portas das estações “demandaram mais tempo do que o previsto”. A entrada e saída das estações são realizadas pelas rampas que ficam próximas dos abrigos. A sinalização orienta por onde os passageiros devem seguir. As estações possuem ainda sistemas de automação que viabilizam as portas automáticas de maneira sincronizada com a chegada e saída dos veículos. Com recursos oriundos do Banco Interamericano do Desenvolvimento (BID), de cerca de R$ 9 milhões, a implantação do corredor Antônio Bezerra/Centro permitirá a ligação do Terminal Antônio Bezerra ao Centro, num percurso total de 8,2 km. A obra é a primeira etapa para implantação do corredor Antônio Bezerra/Papicu, que terá extensão total de 17,4 km. No dia 16 de Setembro de 2015 passou a ser disponibilizado internet por meio de rede wi-fi nas estações do Corredor Expresso Fortaleza, localizadas na avenida Bezerra de Meneses. Para utilizar, basta realizar o cadastro oferecido pela Coordenadoria de Ciência, Tecnologia e Inovação (Citinova). Os dados do usuário são solicitados e devem ser confirmados por e-mail. O acesso é liberado por cerca de uma hora e está limitado à área da estação. A capacidade e velocidade de acesso foram dimensionadas a partir de uma estimativa de quantidade de usuários das estações. O acesso é bloqueado para conteúdo impróprio.

## Estações
Ao todo o corredor Expresso conta com 11 estações de embarque e desembarque localizadas nas avenidas Bezerra de Meneses e rua Meton Alencar. As estações utilizam um design moderno e inovador, além de serem integradas ao sistema de Bicicletas compartilhadas de Fortaleza, o Bicicletar. As estações são divididas em duas partes: Uma plataforma elevada para embarque e desembarque dos dos ônibus articulados e padrão tipo pesado com portas do lado esquerdo pertencentes as Linhas 222, 200 é 026 que fazem parte respectivamente das linhas Antônio Bezerra/Papicu/Antônio Sales, Antônio Bezerra/Centro é Antônio Bezerra/Messejana, e a outra parte com abrigos localizados nos acessoas as plataformas para embarque e desembarque das demais 16 linhas de ônibus comuns que passam pela avenida Bezerra de Meneses. Localizadas junto ao canteiro central, as estações contam com mapas de orientação, internet wi-fi gratuito, placas em braile, itinerário das linhas, localização, sentido e orientações gerais. O embarque no coletivo continua sendo realizado pela porta traseira, e o desembarque pelas duas portas dianteiras. O embarque de idosos, gestantes, pessoas com deficiência ou dificuldade de locomoção deve ser feito pela porta dianteira mediante pagamento junto ao cobrador. Os usuários que contam com cartão de gratuidade devem utilizar a porta de embarque.

### Estação Olavo Bilac
Mais conhecida simplesmente como Olavo Bilac, localiza-se na Avenida Bezerra de Meneses, próximo a rua de mesmo nome da estação no Bairro São Geraldo, operando de forma intermodal por meio da integração BRT-ônibus. Essa e a primeira estação no sentindo Antônio Bezerra/Centro, e tem como objetivo atender a área do North Shopping Fortaleza, localizado na avenida, sendo paralela a estação North Shopping no sentido oposto da via. É classificada como de Grande porte possuindo 5 abrigos ao invés de 3 como nas demais estações do sistema. Quase todas as linhas que passam pela via passam por essa estações menos as Linhas expressas que não param em nenhuma das paradas ao longo da avenida.

### Estação José Lourenço
Mais conhecida simplesmente como José Lourenço,  localiza-se na Avenida Bezerra de Meneses, próximo a rua de mesmo nome da estação no Bairro São Geraldo, operando de forma intermodal por meio da integração BRT-ônibus. Essa e a segunda estação no sentido Antônio Bezerra/Centro, sendo paralela a estação Érico Mota no sentido oposto da via . É classificada como de Médio porte, utilizando o modelo padrão de 3 abrigos como na maioria das estações do sistema. Quase todas as linhas que passam pela via passam por essa estações menos as Linhas expressas que não param em nenhuma das paradas ao longo da avenida.

### Estação Cruz Saldanha
Mais conhecida simplesmente como Cruz Saldanha, localiza-se na Avenida Bezerra de Meneses, próximo a rua de mesmo nome da estação no Bairro São Geraldo, operando de forma intermodal por meio da integração BRT-ônibus. Essa e a terceira estação no sentindo Antônio Bezerra/Centro, sendo paralela a estação Dom Lino, localizada no lado oposto da via. É classificada como de Médio porte, utilizando o modelo padrão de 3 abrigos como na maioria das estações do sistema. Quase todas as linhas que passam pela via passam por essa estações menos as Linhas expressas que não param em nenhuma das paradas ao longo da avenida.

### Estação Padre Frota
Mais conhecida simplesmente como Padre Frota, localiza-se na Avenida Bezerra de Meneses, próximo a rua de mesmo nome da estação no Bairro São Geraldo, próximo a estação 37.Parque Araxá do Bicicletar, operando de forma intermodal por meio da integração BRT-ônibus-Bicicletas compartilhadas. Essa e a quarta estação no sentindo Antônio Bezerra/Centro, sendo paralela a estação Instituto dos cegos, localizada no lado oposto da via, atendendo de mesmo modo a região ao redor do instituto dos cegos do ceará. É classificada como de Médio porte, utilizando o modelo padrão de 3 abrigos como na maioria das estações do sistema. Quase todas as linhas que passam pela via passam por essa estações menos as Linhas expressas que não param em nenhuma das paradas ao longo da avenida.

### Estação Otávio Bonfim
Mais conhecida simplesmente como Otávio Bonfim, localiza-se na Avenida Bezerra de Meneses, próximo a avenida Domingos Olímpio no Bairro Farias Brito, próximo a estação 36.Praça Otávio Bonfim do Bicicletar, operando de forma intermodal por meio da integração BRT-ônibus-Bicicletas compartilhadas. Essa e a quinta e ultima estação no sentindo Antônio Bezerra/Centro, sendo paralela a estação José, localizada no lado oposto da via, atendendo de mesmo modo a região ao redor da praça Otávio Bonfim. É classificada como de Médio porte, utilizando o modelo padrão de 3 abrigos como na maioria das estações do sistema. As linhas 076 - Conjunto Ceará/Aldeota; 079 - Antônio Bezerra Náutico; 088 - Antônio Bezerra/Albert Sabin; 222 - Antônio Bezerra/Papicu/Antônio Sales; 096 - Conjunto Ceará/Barão de Studart; 226 - Expresso/Antônio Bezerra/Messejana; 855 - Bezerra de Menezes/Washington Soares, não passam pela Estação Otávio Bonfim, saindo do corredor e entrando na Rua Justiniano de Serpa.

### Estação North Shopping
Mais conhecida simplesmente como North Shopping, localiza-se na Avenida Bezerra de Meneses, próximo ao Shopping center de mesmo nome da estação no Bairro São Geraldo, proximo a estação 42.North Shopping do Bicicletar, operando de forma intermodal por meio da integração BRT-ônibus-Bicicletas compartilhadas. Essa e a quinta e ultima estação no sentindo Centro/Antônio Bezerra, e tem como objetivo atender a área do North Shopping Fortaleza, localizado na avenida, sendo paralela a estação Olavo Bilac  no sentido oposto da via. É classificada como de Grande porte possuindo 5 abrigos ao invés de 3 como nas demais estações do sistema, sendo considerada também a estação mais movimentada de todo o sistema do Expresso Fortaleza. Quase todas as linhas que passam pela via passam por essa estações menos as Linhas expressas que não param em nenhuma das paradas ao longo da avenida.

### Estação Érico Mota
Mais conhecida simplesmente como Érico Mota, localiza-se na Avenida Bezerra de Meneses, próximo a rua de mesmo nome da estação no Bairro São Geraldo, proximo a estação 41.Érico Mota do Bicicletar, operando de forma intermodal por meio da integração BRT-ônibus-Bicicletas compartilhas. Essa e a quarta estação estação no sentido Centro/Antônio Bezerra, sendo paralela a estação José Lourenço no sentido oposto da via . É classificada como de Médio porte, utilizando o modelo padrão de 3 abrigos como na maioria das estações do sistema. Quase todas as linhas que passam pela via passam por essa estações menos as Linhas expressas que não param em nenhuma das paradas ao longo da avenida.

### Estação Dom Lino
Mais conhecida simplesmente como Dom Lino, localiza-se na Avenida Bezerra de Meneses, próximo a rua de mesmo nome da estação no Bairro São Geraldo, operando de forma intermodal por meio da integração BRT-ônibus. Essa e a terceira estação estação no sentido Centro/Antônio Bezerra, sendo paralela a estação Cruz Saldanha no sentido oposto da via . É classificada como de Médio porte, utilizando o modelo padrão de 3 abrigos como na maioria das estações do sistema. Quase todas as linhas que passam pela via passam por essa estações menos as Linhas expressas que não param em nenhuma das paradas ao longo da avenida.

### Estação Instituto dos Cegos
Mais conhecida como Instituto dos Cegos, localiza-se na Avenida Bezerra de Meneses, proximo a instituição de mesmo nome da estação no Bairro São Geraldo, integrada a estação 38.instituto dos cegos do Bicicletar, operando de forma intermodal por meio da integração BRT-ônibus-Bicicletas compartilhas. Essa e a segunda estação mo sentido Centro/Antônio Bezerra, sendo paralela a estação Padre Frota no sentido oposto da via. É classifica como de Médio porte, utilizando o modelo padrão de 3 abrigos como na maioria das estações do sistema. Quase todas as linhas que passam pela via passam por essa estações menos as Linhas expressas que não param em nenhuma das paradas ao longo da avenida. A estação foi interditada no dia 29 de Abril devido a um ônibus que caiu em buraco que se formou na faixa paradora da estação, que ficou fechada durante 15 dias para reparos e manutenção.

### Estação José Sombra
Mais conhecida simplesmente como José Sombra, localiza-se na Avenida Bezerra de Meneses, próximo a rua de mesmo nome da estação no Bairro Otávio Bonfim, operando de forma intermodal por meio da integração BRT-ônibus. Essa e a primeira estação no sentindo Centro/Antônio Bezerra, sendo paralela a estação Otávio Bonfim, localizada no lado oposto da via. É classificada como de Médio porte, utilizando o modelo padrão de 3 abrigos como na maioria das estações do sistema. Quase todas as linhas que passam pela via passam por essa estações menos as Linhas expressas que não param em nenhuma das paradas ao longo da avenida.

### Estação Mercado São Sebastião
Mais conhecida como São Sebastião, localiza-se na rua Meton Alencar ao lado do Mercado de mesmo nome da estação. Essa estação e exclusiva para os ônibus das Linhas 200-Antônio Bezerra/Centro, 222-Antônio Bezerra/Papicu/Antônio Sales é 026-Antônio Bezerra/Messejana, tento apenas a plataforma elevada para Embarque/Desembarque sem abrigos ao nível do solo. Essa estação foi adicionada ao projeto após ser verificado a necessidade de uma estação no local.

## Veículos
Nas estações do corredor Expresso Fortaleza operam 2 tipos de ônibus: Articulados (Sanfonados) e Comum tipo pesado (ônibus que possui portas dos dois lados e maior capacidade)

### Articulados (Sanfonados)
Os veículos, com 18 metros de comprimento, podem transportar até 180 passageiros, enquanto os ônibus comuns suportam no máximo 80. Todos possuem ar-condicionado. Dentre outros apetrechos, estão ausência de embreagem, banco regulável para o motorista e câmera de ré. As empresas Santa Cecília, Dragão do Mar, Maraponga, Siará Grande, Vega, Viação Fortaleza, Viação São José e Viação Urbana investiram em torno de R$ 7 milhões na aquisição dos ônibus articulados. Cada veículo custou, em média, R$ 750 mil. O sistema de transporte público de Fortaleza recebeu sete ônibus articulados Mercedes Benz O-500 MA 2836. As empresas fizeram o investimento de cerca de R$ 6 bilhões nos equipamentos que têm ar-condicionado, além de outras tecnologias direcionada a usuários, motoristas e cobradores. O chassi é equipado com motor eletrônico OM-457 LA (Proconve P-7), de posição traseira. Desenvolve 354 cv e promete maior facilidade na manutenção, além de economia de combustível. Articulação com pistões hidráulicos oferece excelente dirigibilidade e praticidade no encaroçamento. Já a suspensão pneumática integral garante mais conforto e confiabilidade. 5O conjunto de freio antiblocante (ABS) se traduz em mais segurança para os ocupantes e o sistema Blue Tec 5 reduz a emissão de gases poluentes. É a mais avançada tecnologia à disposição dos usuários do transporte coletivo de Fortaleza.

### Comum tipo Pesado
O ônibus comum tipo pesado possuiu 3 portas do lado direito que estão na mesma altura das calçadas e 2 portas do lado esquerdo que estão niveladas com o piso da estação.